# Golec uOrkiestra 2
Golec uOrkiestra 2 – drugi album zespołu Golec uOrkiestra, wydany 4 października 2000 roku
Na płycie znajduje się utwór nagrany przez zespół jako hymn rodzinnej miejscowości, Milówki.
Nagrania uzyskały status czterokrotnie platynowej płyty w Polsce.

## Lista utworów
1. „Dyplomy”
2. „Ściernisco”
3. „Słodycze”
4. „Wanna”
5. „Pieniądze to nie wszystko”
6. „Oni są z nami”
7. „Tattoo”
8. „Ty i tylko ty”
9. „Szarpany”
10. „Walizeczka”
11. „Do Milówki wróć”
12. „Holny”
13. „Piosenka ło nicym”

## Pozycje na listach
| Lista | Kraj   | Pozycja |
| ----- | ------ | ------- |
| OLiS  | Polska | 1       |